# Nadine Kammerlander
Nadine Kammerlander (* 21. Juni 1983 in Künzelsau) ist eine deutsche Wirtschaftswissenschaftlerin, Inhaberin des Lehrstuhls für Familienunternehmen und Leiterin des Instituts für Familienunternehmen an der WHU – Otto Beisheim School of Management in Vallendar.

## Werdegang
Von 2002 bis 2007 absolvierte Kammerlander an der TU München ein Studium der Physik, welches sie als Diplom-Physikerin abschloss. Anschließend arbeitete sie als Beraterin bei der internationalen Unternehmensberatung McKinsey & Company. Ihre Promotion im Themenbereich Familienunternehmen und disruptive Technologien schloss sie im Jahr 2012 an der Universität Bamberg am Lehrstuhl von Björn Ivens ab. Für ihre Promotion wurde sie mit dem Hans-Löwel-Preis ausgezeichnet. Nach ihrer Promotion arbeitete Nadine Kammerlander als Dozentin und Assistenzprofessorin am Center for Family Business der Universität St. Gallen und schloss dort ihre Habilitation ab. Im Jahr 2015 wurde ihre wissenschaftliche Arbeit mit dem Latsis-Preis ausgezeichnet.
Seit Ende 2015 ist Nadine Kammerlander Professorin für Familienunternehmen an der WHU in Vallendar und leitet dort das gleichnamige Institut für Familienunternehmen, das mehrmals jährlich unter dem Label „Campus for Family Business“ Veranstaltungen für Familienunternehmer durchführt. Zudem wurde Nadine Kammerlander zur Sprecherin der Entrepreneurship and Innovation Group gewählt.
Nadine Kammerlander ist Mit-Herausgeberin („Associate Editor“) der wissenschaftlichen Zeitschrift Family Business Review sowie Mitglied des Innovationsbeirats des DESY Deutsches Elektronen-Synchrotron.
Im Jahr 2018 richtete Kammerlander gemeinsam mit dem Landesfrauenrat Rheinland-Pfalz einen bundesweiten Wettbewerb zum Thema „Erfolgreiche Frauen im Mittelstand“ aus, der sich die Sichtbarmachung erfolgreicher Frauen auf Vorstandsebene in mittelständischen Unternehmen zum Ziel gesetzt hat.
2018 wurde Nadine Kammerlander von der Zeitschrift Capital (Deutschland) als eine der „Top 40 unter 40“ Persönlichkeiten ausgezeichnet. 2020 wurde Kammerlander vom Nachrichtenportal Family Capital als eine von weltweit 100 „Family Influencers“ bezeichnet. Laut Wirtschaftswoche belegte Kammerlander im Jahr 2022 Platz 9 der produktivsten deutschen Wirtschaftswissenschaftler unter 40 Jahren und war damit die erfolgreichste Wissenschaftlerin in diesem Ranking. Im Jahr 2022 wurde Kammerlander in den Zukunftsrat Nachhaltige Entwicklung von Rheinland-Pfalz berufen. Sie ist verheiratet und Mutter von drei Kindern.

## Forschungsschwerpunkte
Die Forschung von Nadine Kammerlander beschäftigt sich schwerpunktmäßig mit den Themen Innovation und Unternehmertum in Familienunternehmen und im Mittelstand. Entsprechende Forschungsergebnisse wurden von den Zeitschriften Forbes, Harvard Business Manager und Harvard Business Review aufgegriffen. Im Jahr 2018 führte das Institut für Familienunternehmen unter Leitung von Nadine Kammerlander eine großzahlige Studie zu Digitalisierung im deutschen Mittelstand durch.
Ein weiterer Forschungsschwerpunkt liegt auf dem Thema Family-Office. Hier untersucht Nadine Kammerlander verschiedene Governance-Mechanismen, Anlage- und Investitionsstrategien und die Entwicklung von Familienzusammenhalt und unternehmerischer Einstellung über die Zeit.
Weitere Forschungsarbeiten von Nadine Kammerlander beschäftigen sich mit den Themen Zusammenarbeit von Startups und Familienunternehmen, Führung von Familienunternehmen, Governance von Familienunternehmen und Rolle von Beratern in Familienunternehmen. 
Die Forschungsarbeiten von Kammerlander sind unter anderem in den Zeitschriften Academy of Management Review, Academy of Management Journal, Journal of Management Studies, Journal of Business Venturing, Entrepreneurship Theory and Practice, Family Business Review, Journal of Family Business Strategy und International Small Business Journal erschienen.

## Auszeichnungen
Nadine Kammerlander wurde unter anderem mit folgenden Preisen ausgezeichnet:
- G-Forum 2018 für Studie zu Digitalisierung im deutschen Mittelstand (gemeinsam mit Jonas Soluk)[24]
- Jürgen-Hauschildt-Award 2015 für Studie zu Innovation in Familienunternehmen (gemeinsam mit Patricio Duran, Marc van Essen und Thomas Zellweger)[25]
- Carolyn Dexter Best International Paper Award 2015 für Studie über die Rolle von Gründermythen für Innovation in Familienunternehmen[26]
- 2015 Family Firm Institute Preis für Beste Dissertation[27]
- 2014 Transeo Best Paper Award[28]

## Publikationen
- S. Querbach, N. Kammerlander, M. Leitterstorf: Faszination Familienunternehmen. Band 2, WHU Publishing, Vallendar 2018, ISBN 978-3-7439-9613-7.
- S. Querbach, N. Kammerlander, M. Leitterstorf: Faszination Familienunternehmen. Band 1, WHU Publishing, Vallendar 2017, ISBN 978-3-7439-5410-6.
- N. Kammerlander: Familienunternehmen im 21. Jahrhundert. WHU Publishing, Vallendar 2016, ISBN 978-3-7323-8284-2.
- N. Kammerlander, R. Prügl: Innovation in Familienunternehmen. Eine Einführung für Akademiker und Praktiker. Springer Gabler, Wiesbaden 2016, ISBN 978-3-658-12314-7.
- N. Kammerlander: Organizational Adaptation to Discontinuous Technological Change. Springer Gabler, Wiesbaden 2013, ISBN 978-3-658-01314-1.
- N. Kammerlander: Metallized DNA: Synthesis, Analysis and Properties. Diplomica Verlag, Hamburg 2009, ISBN 978-3-8366-7465-2.